# Sebastián Estevanez
Sebastián Rodrigo Estevanez (Buenos Aires, 4 de noviembre de 1970) es un actor argentino, conocido por telenovelas de índole romántica tales como Herencia de amor, Dulce amor, Camino al amor, Golpe al corazón entre otras.

## Carrera
Comenzó su carrera en 1996 con el papel de Rolo en la telenovela Gino.
En 2005 hizo el papel de Mauro Mendoza en Amor en custodia.
En 2009 protagoniza la telenovela Herencia de amor, haciendo el papel de Pedro Sosa/ Pedro Ledesma (principal en la novela), junto a Diego Olivera Luz Cipriota y Natalia Lobo.
En 2011 realizó una participación especial en la comedia Cuando me sonreís como "Marito Gabardina", exnovio de Luna (Julieta Díaz, protagonista principal), un gracioso y simpático personaje que parecía hecho para él. También en ese mismo año formó parte de la película danesa Superclásico; el largometraje narra la historia de un hombre de 40 años que viaja a Buenos Aires con su hijo de 16 para obligar a su esposa a que firme el divorcio, aunque su real y secreta intención es la de recuperarla. En la película Estevanez interpreta a un mediocampista estrella de Boca Juniors de quien está enamorada la mujer en cuestión.
En 2012 y 2013 fue el protagonista de la exitosa telenovela Dulce amor con Carina Zampini y Juan Darthés, telenovela creada por su padre Quique Estevanez en Telefe. En esa ficción participaron además su hermana Sol Estevanez, sus primos Emiliano Estevanez y Hernán Estevanez.
Debido al éxito de Dulce amor, es convocado nuevamente para ser el protagonista de la nueva telenovela del 2014 de Telefe, Camino al amor al igual que la actriz Carina Zampini y Juan Darthés.
En 2017 y 2018 protagonizó la telenovela argentina Golpe al corazón junto a Eleonora Wexler.

## Vida personal
Está en pareja con Ivana Saccani. Tienen cuatro hijos: Francesca, nacida en 2007, Benicio, nacido en 2011, Valentino, nacido en 2015, y Faustino, nacido en 2021.

## Televisión
| Año       | Título                        | Personaje                         |
| --------- | ----------------------------- | --------------------------------- |
| 1996      | Gino                          | Rolando "Rolo" Gómez              |
| 1998      | La nocturna                   | Christián Quiroga                 |
| 1998-1999 | Como vos & yo                 | Willy                             |
| 2000-2001 | Los buscas de siempre         | Beto Santana                      |
| 2002      | Franco Buenaventura, el profe | Ignacio René "Nacho" Buenaventura |
| 2003      | Infieles                      | Mariano "Ep: Sin limítes"         |
| 2004      | Los pensionados               | Luciano "Lucho"                   |
| 2005      | Amor en custodia              | Nicolás Pacheco                   |
| 2005-2006 | Pasiones prohibidas           | Mauro Mendoza                     |
| 2006-2007 | La ley del amor               | Lucas Pinedo Guerrico             |
| 2009-2010 | Herencia de amor              | Pedro Sosa Ledesma                |
| 2011      | Cuando me sonreís             | Mario "Marito" Gabardina          |
| 2012      | La dueña                      | Marcos Guerrero (Cameo)           |
| 2012-2013 | Dulce amor                    | Marcos Guerrero                   |
| 2014      | Camino al amor                | Rocco Colucci                     |
| 2017-2018 | Golpe al corazón              | Rafael "Toro" Farias              |
| 2020      | Separadas                     | Miguel Cardozo                    |

## Cine
| Año  | Producción   | Personaje |
| ---- | ------------ | --------- |
| 2011 | Superclásico | Juan Díaz |

## Publicidad
| Año  | Producción | Personaje | Notas     |
| ---- | ---------- | --------- | --------- |
| 2017 | Naldo      |           | Comercial |